# Marcello Morandini
Marcello Morandini (né à Mantoue, le 15 mai 1940) est un architecte italien, sculpteur et designer graphique. Son style visuel consiste à assembler des répétitions de formes simples, souvent en noir et blanc, dans des objets complexes.

## Biographie
Marcello Morandini est né le 15 mai 1940 à Mantoue et a déménagé à Varese en 1947. Il a étudié à l'Académie de Brera à Milan et a commencé à travailler dans l'industrie en tant que designer et graphiste.
En 1965, dix de ses œuvres ont été exposées dans une exposition solo à Gênes, au cours de laquelle il a ouvert son propre studio de design à Varèse. En 1967, il a participé à des expositions à Milan, Francfort, Cologne et à une invitation du critique d'art Gillo Dorfles à São Paulo. Depuis, il a organisé de nombreuses expositions en solo à travers le monde. Lors de la Biennale de Venise en 1968, il occupait une salle du Pavillon italien.
Comme un architecte, Morandini conçu et fabriqué son propre home-studio à Varese en 1968. En 1974, il a réalisé un projet de 30 mètres de long situé à l'intérieur du centre commercial de l' INA Varese. En 1982, grâce à une collaboration avec les cabinets d'architecture Mario Miraglia à Varese et Ong & Ong à Singapour, il a conçu le 38-story Goldhill Centre de Singapour. En 1984, il a conçu  la large façade de 220 mètres de la fabrique de porcelaine "Thomas" à Rosenthal GmbH chaîne dans Speichersdorf. Trois ans plus tard, il continue la collaboration avec Rosenthal pour les 64 mètres de large façade de leur nouveau bâtiment administratif à Selb. En 2005, il a conçu le rez-de-chaussée de la Piazza Montegrappa à Varese, et, en 2007, Das kleine Musée de Weißenstadt.
En 1990, Morandini a conçu et construit une sculpture à l'entrée du Museum für Konkrete Kunst à Ingolstadt, en Allemagne.
En tant que designer, Morandini conçu Bine président pour Sawaya et Moroni, le banc détenue par Cleto Munari, le noir et blanc président de Cà Pesaro en 2008, Spyder tableau et coffret Valentina pour le résidentiel baleri Bergame, une lampe de table pour Tecnodelta. en hommage à Philip Rosenthal, il a créé des collections Construit Vague, Arcus, de Mouvement, Chapeau Philip, Kunstdruck N ° 1, la bibliothèque du Coin, et l'échiquier Morandini.
Depuis 1994, Morandini a été membre du jury du Centre de Design à Essen, et jusqu'en 1997, il a été président du Musée International de la Céramique, de la Conception à Cerro, hameau de Laveno-Mombello en Lombardie. Entre 1995 et 1997, Morandini a enseigné l'art et le design à l'Académie d'Été de Salzbourg. Il est professeur à l'École cantonale d'art de Lausanne 1997-2001, professeur à l'Académie de Brera à Milan en 2003 et à la HEAA école d'horlogerie de La Chaux-de-Fonds, Suisse. En 2004, il a été nommé Royal Concepteurs pour l'Industrie de la céramique, des arts par la Royal Society of Arts (RSA), à Londres.

## Style
Morandini matériaux de choix sont brillant panneaux de verre acrylique ou en bois laqué. Dans ses mots, "toutes les œuvres d'art sont nées sous le signe de l'architecture; l'ensemble du secteur du design peuvent en grande partie être définie comme l'architecture pour une utilisation quotidienne." Son style est caractérisé par l'utilisation du blanc et du noir, "couleurs simples qui vous permettent de vous concentrer sur la forme plutôt que sur superficielle de l'esthétique ".